# コーングリッツ

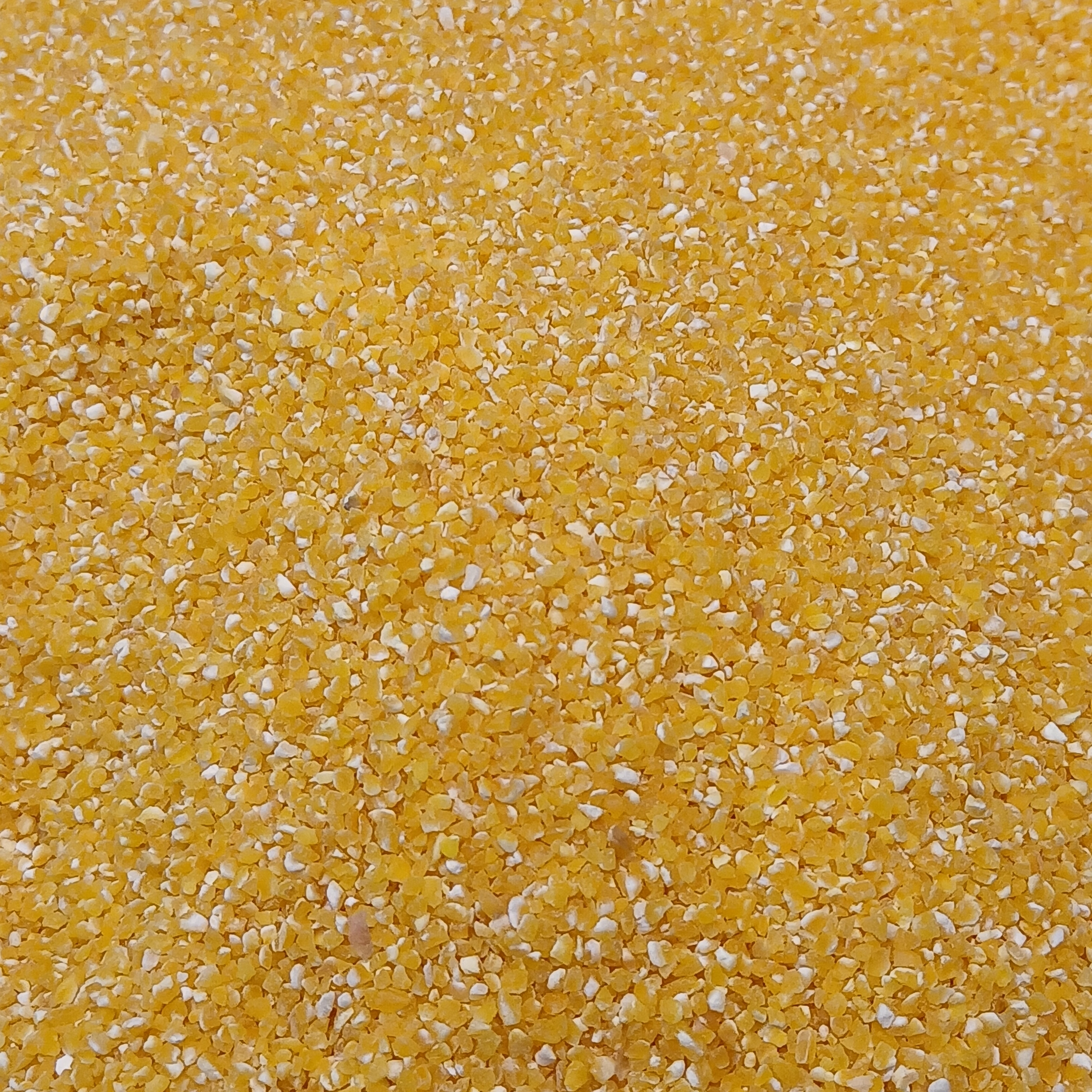
コーングリッツ

コーングリッツ (英: corn grits) は、トウモロコシを挽いて作られた穀粒である。

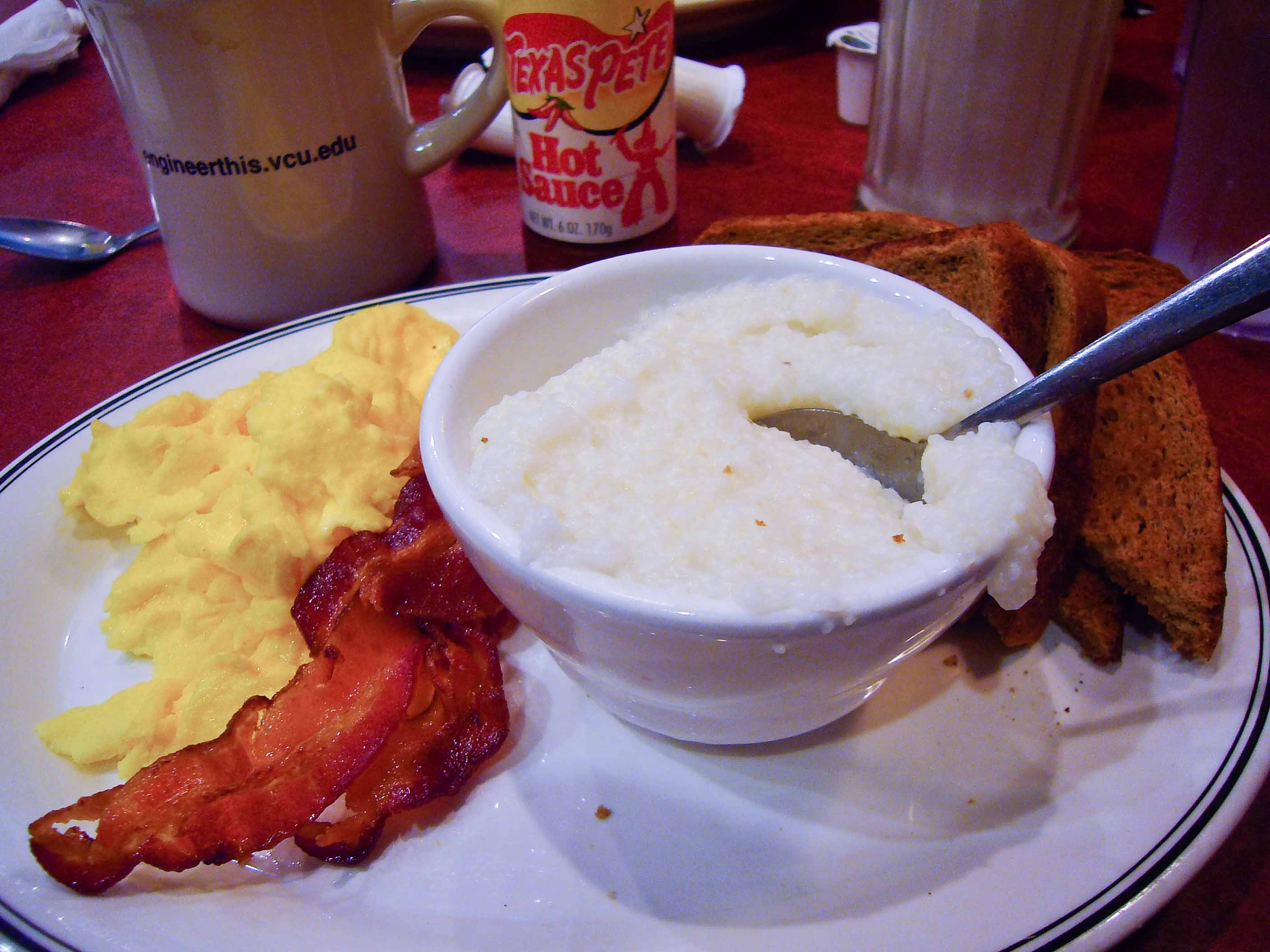
グリッツに添えられたベーコン、スクランブルエッグ、トースト

## 概要
コーングリッツは精選した黄色または白色トウモロコシの皮と胚芽を除去した後、挽砕と篩別によって粗脂肪含有率2%以下および粒度3.5メッシュから80メッシュに相当する製品。
コーンミール（corn meal）は精選した黄色または白色トウモロコシをそのまま挽砕篩別した製品。
協会基準とは別に、コーングリッツより細かく、コーンフラワーより粗いコーングリッツの総称を、コーンミールと呼ぶことがあり、一般的に日本でのコーンミールはこのことを指す。

## 原料
コーングリッツの原料となるものは、食用として一般に広く認知されているスイートコーン（甘味種）や ポップコーン（爆裂種）などは用いず、デントコーン（馬歯種）やフリントコーン（硬粒種）といった品種が使われる。
日本において、原料のトウモロコシは、ほぼ全量がアメリカ合衆国やブラジルなど海外からの輸入である。

## 製造方法
トウモロコシを工業的に処理する方法は、ウェットミリング（加湿製粉）とドライミリング（乾燥製粉）と呼ばれる粉砕方法の違いによって2つに大別される。
コーングリッツの製造方法はドライミリングで製粉され、文字どおり乾式製粉である。最終的には角質胚乳部からなるコーングリッツと、粉質胚乳部からなるコーンフラワー、ホミニーフィードやコーンジャームなどの副産物ができる。原料のトウモロコシのほとんど全てが何らかの製品となり、廃棄は非常に少ない。

## 用途
コーングリッツの用途は様々であるが、主要なものとしては次のようになる。
- シリアル用
- 食品用
- 醸造用

### シリアル用
コーンフレーク等の朝食用シリアルとして用いられる。

### 食品用
トウモロコシ系のスナックフーズに使用される。
原料コーングリッツに調味料を加えて、押出成形（エクストルーダー）にてアルファ化処理する際に成形する。
アメリカ合衆国では一般的であるコーンブレッドやイングリッシュ・マフィンにも使用されている。
かつては信州味噌にも使用されていた。

### 醸造用
ビールや焼酎等の醸造用として使用される。
トウモロコシの醸造としてバーボン・ウイスキーがあるが、トウモロコシの丸粒を使用して醸造される。

## メーカー
日本では4社により製造されている。
- サニーメイズ
- ヒヨバク
- ニップン
- 山陽製粉